# Herwig Schopper
Pour les articles homonymes, voir Schopper.
Herwig Franz Schopper (né le 28 février 1924 à Lanškroun, alors en Tchécoslovaquie) est un physicien allemand et directeur du CERN de 1981 à 1988.

## Biographie
Il est diplômé en physique en 1949 et obtient son doctorat à l'Université de Hambourg deux ans plus tard.
Il participe dès 1966 aux recherches du CERN, où durant deux ans il est chercheur associé (Research Associate). De 1970 à 1971 il est directeur (Division Leader) de la Division de physique nucléaire et 1972 membre du directoire responsable de la coordination du programme des expériences (Experimental Programme) .
L'année suivante il accepte la présidence du Comité de direction du Deutsches Elektronen-Synchrotron à Hambourg, le plus important centre de recherche en physique des particules allemand. Parallèlement à cela, il devient président du comité Intersecting Storage Rings du CERN jusqu'en 1975. De 1978 à 1980 il est membre du Comité de la politique scientifique du CERN pour être l'année suivante le directeur général du CERN durant sept ans. C'est sous son mandat qu'est décidé la construction de l'accélérateur de particules LEP et qu'est réalisé sa construction. L'accélérateur de particules est finalement mis en service en 1989, un an après la fin de son mandat.
De 2004 à 2008, il est président du conseil du laboratoire international Synchrotron-light for Experimental Science and Applications in the Middle East (SESAME), créé sous les auspices de l'UNESCO.
En 2016, il est à l'origine du projet SEEIIST (South East European International Institute for Sustainable Technologies) visant un créer dans les Balkans un pole de recherche international sur les thérapies du cancer et la recherche biomédicale à l'aide de protons et d'ions lourds.
En 2022, il publie dans le magazine CERN courrier une tribune remettant en perspective la guerre russo-ukrainienne dans ses divers engagements au nom de la paix ("Science for peace").